# Уильямс, Джулиан
Джулиан Уильямс (англ. Julian Williams; род. 5 апреля 1990, Филадельфия, Пенсильвания, США) — американский боксёр-профессионал выступающий в первой средней весовой категории. Среди профессионалов бывший чемпион мира по версиям WBA Super (2019—2020), IBF (2019—2020) и IBO (2019—2020), и континентальный чемпион Америки по версии WBC (2014—2015) в 1-м среднем весе.

## Биография
Джулиан Уильямс родился 5 апреля 1990 года в Филадельфии (штат Пенсильвания, США).

## Любительская карьера
В детстве занимался баскетболом, но в 12 лет начал свои занятия боксом. Тренировался под руководством Стивена Эдвардса. За время любительской карьеры провёл 87 поединков, в 77 был сильнейшим, а в 10 потерпел поражение. На чемпионате США по боксу Уильямс занял пятое место.

## Профессиональная карьера
Уильямс дебютировал на профессиональном ринге 7 мая 2010 года победив техническим нокаутом в 1-м раунде Антонио Чавеса Фернандеса (0 побед и 4 поражения). 22 июня 2013 года в победил единогласным судейским решением бывшего чемпиона мира по версии WBA Жоашена Альсина (33-4-1). В его следующем поединке, против Уго Сентено-младшего (19-0), на кону стоял титул вакантный титул WBC International (интернационального чемпиона по версии WBC). Поединок проходил с преимуществом Уильямса, который после третьего раунда лидировал на всех трёх судейских записках со счётом 30:27. В четвёртом раунде произошло столкновение головами вследствие которого у Сентено образовалось рассечение вокруг левого глаза и поединок был остановлен. В итоге поединок был признан несостоявшимся.
После несостоявшегося поединка против Сентино Уильямс выиграл несколько рейтинговых поединков, после чего вышел на бой против Джамара Фримана (13-3-2). В этом поединке на кону стоял титул WBC Continental Americas (континентального чемпиона Америки по версии WBC). Бой завершился победой Уильямса техническим нокаутом в 8-м раунде. Провёл две успешные защиты титула: 13 июня 2015 года победил техническим нокаутом в 6-м раунде россиянина Армана Овсепяна (14-4) и 22 сентября 2015 года победил аргентинца Лучано Леонеля Куэльо (35-3).
10 декабря 2016 года вышел на поединок против чемпиона мира по версии IBF Джермалла Чарло (24-0). Поединок завершался в пятом раунде победой Чарло. На момент остановки поединка счет на всех трёх судейских записках был 38:37.

### Чемпионский бой с Джарреттом Хёрдом
11 мая 2019 года победил единогласным решение судей (счёт: 116-111, 115-112, 115-112) небитого соотечественника Джарретта Хёрда (23-0) и завоевал титул чемпиона мира по версиям WBA Super (2-я защита Хёрда), IBF (4-я защита Хёрда) и IBO (2-я защита Хёрда) в 1-м среднем весе.

### Бой с Джейсоном Росарио
18 января 2020 года потерпел поражение техническим нокаутом в 5-м раунде от доминиканца Джейсона Росарио (19-1-1) и утратил титул чемпиона мира по версиям WBA Super (1-я защита Уильямса), IBF (1-я защита Уильямса) и IBO (1-я защита Уильямса) в 1-м среднем весе.

## Список профессиональных поединков
В таблице перечислены результаты всех поединков боксёров.
В каждой строке указан результат поединка. Дополнительно номер поединка обозначен цветом, который обозначает итог поединка. Расшифровка обозначений и цветов представлена в нижеследующей таблице.
| Пример | Расшифровка                     |
| ------ | ------------------------------- |
|        | Победа                          |
|        | Ничья                           |
|        | Поражение                       |
|        | Планируемый поединок            |
|        | Поединок признан несостоявшимся |
| КО     | Нокаут                          |
| ТКО    | Технический нокаут              |
| PTS    | Решение судей (по очкам)        |
| UD     | Единогласное решение судей      |
| MD     | Решение большинства судей       |
| SD     | Раздельное решение судей        |
| RTD    | Отказ от продолжения боя        |
| DQ     | Дисквалификация                 |
| NC     | Поединок признан несостоявшимся |

| 31 поединок, 27 побед (16 нокаутом), 2 поражения, 1 ничья и 1 признан не состоявшимся. | 31 поединок, 27 побед (16 нокаутом), 2 поражения, 1 ничья и 1 признан не состоявшимся. | 31 поединок, 27 побед (16 нокаутом), 2 поражения, 1 ничья и 1 признан не состоявшимся. | 31 поединок, 27 побед (16 нокаутом), 2 поражения, 1 ничья и 1 признан не состоявшимся. | 31 поединок, 27 побед (16 нокаутом), 2 поражения, 1 ничья и 1 признан не состоявшимся. | 31 поединок, 27 побед (16 нокаутом), 2 поражения, 1 ничья и 1 признан не состоявшимся. | 31 поединок, 27 побед (16 нокаутом), 2 поражения, 1 ничья и 1 признан не состоявшимся.                                                                                     | 31 поединок, 27 побед (16 нокаутом), 2 поражения, 1 ничья и 1 признан не состоявшимся. |
| Бой                                                                                    | Рекорд                                                                                 | Дата боя                                                                               | Соперник                                                                               | Место проведения боя                                                                   | Раундов, время                                                                         | Дополнительно |                                                                                        |
| -------------------------------------------------------------------------------------- | -------------------------------------------------------------------------------------- | -------------------------------------------------------------------------------------- | -------------------------------------------------------------------------------------- | -------------------------------------------------------------------------------------- | -------------------------------------------------------------------------------------- | --- | -------------------------------------------------------------------------------------- |
| 31                                                                                     | 27-2-1-1                                                                               | 18 января 2020                                                                         | Джейсон Росарио (19-1-1)                                                               | Liacouras Center, Филадельфия, Пенсильвания, США                                       | TKO 5 (12), 1:37                                                                       | Утратил титул чемпиона мира по версиям WBA Super (1-я защита Уильямса), IBF (1-я защита Уильямса) и IBO (1-я защита Уильямса) в 1-м среднем весе.                          |                                                                                        |
| 30                                                                                     | 27-1-1-1                                                                               | 11 мая 2019                                                                            | Джарретт Хёрд (23-0)                                                                   | EagleBank Arena, Фэрфакс, Виргиния, США                                                | UD (12)                                                                                | Счёт: 116-111, 115-112, 115-112. Завоевал титул чемпиона мира по версиям WBA Super (2-я защита Хёрда), IBF (4-я защита Хёрда) и IBO (2-я защита Хёрда) в 1-м среднем весе. |                                                                                        |
| 29                                                                                     | 26-1-1-1                                                                               | 1 декабря 2018                                                                         | Франсиско Хавьер Кастро (28-8)                                                         | Стейплс-центр, Лос-Анджелес, Калифорния, США                                           | KO 2 (8), 2:40                                                                         | |                                                                                        |
| 28                                                                                     | 25-1-1-1                                                                               | 7 апреля 2018                                                                          | Натаниэль Галлимор (20-1-1)                                                            | Hard Rock Hotel and Casino, Лас-Вегас, Невада, США                                     | MD (12), 2:40                                                                          | Счёт: 116-112, 117-110, 114-114. |                                                                                        |